# 大普雷西尼
大普雷西尼（法語：Le Grand-Pressigny，法語發音：[lə ɡʁɑ̃ pʁesiɲi] ⓘ）是法国安德尔-卢瓦尔省的一个市镇，与小普雷西尼相邻，属于洛什区。

## 地理
大普雷西尼（46°55'13"N, 0°48'10"E）面积39.55 平方千米，位于法国中央-卢瓦尔河谷大区安德尔-卢瓦尔省，该省份为法国中西部省份，北起萨尔特省、东北接卢瓦-谢尔省，东南接安德尔省，南至维埃纳省，西临曼恩-卢瓦尔省。
与大普雷西尼接壤的市镇（或旧市镇、城区）包括：讷伊勒布里尼翁、阿比伊、巴鲁、拉塞勒格南、绍米赛、波尔米、小普雷西尼。

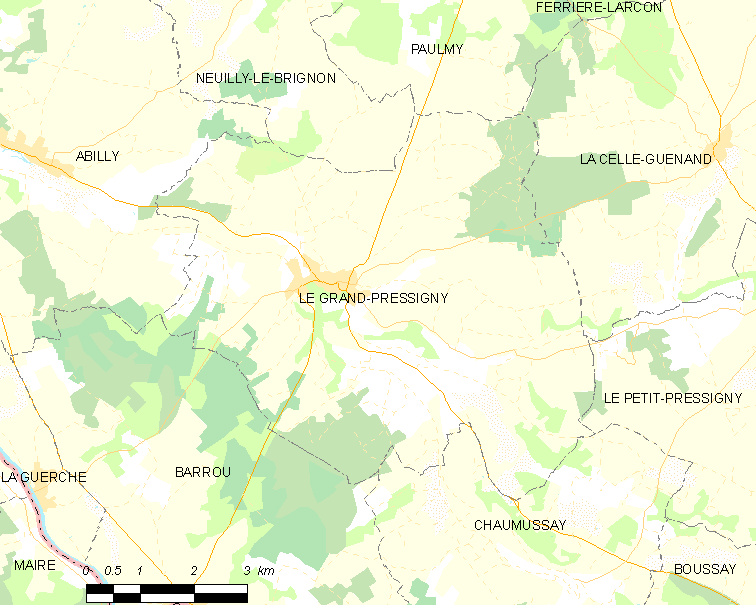
大普雷西尼的OSM定位图

大普雷西尼的时区为UTC+01:00、UTC+02:00（夏令时）。

## 行政
大普雷西尼的邮政编码为37350，INSEE市镇编码为37113。

## 政治
大普雷西尼所属的省级选区为笛卡尔县。

## 人口

1962-2008年间大普雷西尼人口变化图示

大普雷西尼于2022年1月1日时的人口数量为879人。